# アンディ・オブライエン
アンドリュー・ジェームズ "アンディ"・オブライエン（Andrew James "Andy" O'Brien, 1979年6月29日 - ）は、イングランド・ノース・ヨークシャー州ハロゲイト出身のサッカー選手、元アイルランド代表。ポジションはセンターバック及び右サイドバック。
イングランドのハロゲイトに生まれながらも、アイルランド代表として2001年から2006年までプレーし、2002 FIFAワールドカップの登録メンバーだった。2006年に代表引退を表明している。

## 来歴

### クラブ

#### ブラッドフォード・シティ
イングランドのハロゲイトに生まれたオブライエンは、地元のセントジョン・フィッシャー・カトリック高校でマックス・ミルズ (Max Mills) 監督の指導の下でキャリアを開始し、リーズ・ユナイテッドAFCの下部組織では、ハリー・キューウェルやジョナサン・ウッドゲイトと共にプレーしているが、14歳の時にリーズから放出された。その後、ディフェンダーとしての才能をブラッドフォード・シティAFCに見出され、1994年に同クラブの下部組織に参加すると、1996年10月のクイーンズ・パーク・レンジャーズFC戦でトップチームから初出場を飾って以降、定位置を確保し、1998-99シーズンのプレミアリーグ昇格に貢献した。
プレミアリーグ昇格以来、主将のデイヴィッド・ウェザロールとセンタバックでコンビを組んでレギュラーを務めていたが、2000-01シーズンにクラブが財政難と降格危機に直面しているところをニューカッスル・ユナイテッドFCからオファーを提示されたため、2001年3月にクラブ史上最高金額となる移籍金200万ポンドでニューカッスルへの移行が決定し、リーグ戦133試合に出場したブラッドフォードから去っていった。

#### ニューカッスル・ユナイテッド
在籍4季で公式戦170試合以上に出場し、代表への招集にも繋がる活躍を見せたニューカッスルでは、加入してすぐさまブラッドフォード時代と同様に守備の要となっており、UEFAチャンピオンズリーグ 2002-03予選出場権獲得に貢献し、2001年4月21日のサンダーランドAFCとのタイン・ウェア・ダービーで初得点にして同点を挙げた。翌2002-03シーズンは夏の移籍市場でタイタス・ブランブル、冬の移籍市場でウッドゲイトが加入してきたことで序列で3番手になると思われていたが、ボビー・ロブソン新監督はCBのコンビにオブライエンとウッドゲイトを定着させており、数シーズンに渡って安定感を見せていた。しかし、2004-05シーズン後半になると、自身の調子が落ちていき、チームも14位と低迷した。それにもかかわらず、オブライエンの評価は降下することはなくポーツマスFCから移籍金200万ポンドのオファーが提示された。

#### ポーツマス
2005年6月13日に移籍金200万ポンドでポーツマスFCと4年契約を締結する。アラン・ペラン監督の最初の補強として加入したポーツマスでは、当初精彩を欠いていたものの、時間が経つにつれ改善を見せており、レギュラーとしてプレーしていた。しかし、2006年4月17日のチャールトン・アスレティックFC戦でデヤン・ステファノヴィッチと交代出場するための準備運動中に背中とハムストリングを負傷したことで、残り3試合の欠場を余儀なくされると、翌2006-07シーズンには、ソル・キャンベルの加入、主将リンヴォイ・プライマスが復調したことで序列を落としていた。そのため、ノリッジ・シティFCとクリスタル・パレスFCからそれぞれ期限付き移籍での獲得を打診をされているが、ハリー・レドナップ監督によって拒否された。しかし、2007年1月の移籍市場でスレイマン・ディアワラとのトレードが画策されたように、シーズン後半には完全にレドナップ監督の構想外となっており、最終的に3試合の出場に限定されて2006-07シーズン終了後の退団へと繋がった。

#### ボルトン
ポーツマス退団後、多くのアイルランド人選手が多く集まるロイ・キーン監督率いるサンダーランドAFCへの移行の可能性が浮上したものの、実際に入札は行われることはなく、最終的に2007年
8月13日にボルトン・ワンダラーズFCと2年契約を締結した。すると、すぐさまリーボック・スタジアムで定位置を確保し、序盤戦に行われたUEFAカップ 2007-08のFKラボトニツキ戦やリーグ戦でのトッテナム・ホットスパーFC等でのパフォーマンスからファンの支持を集め、UEFAカップのスポルティング・クルーベ・デ・ポルトゥガル戦では主将ケヴィン・ノーランが不在の為の代役とはいえ遂に主将を任されることとなる。試合後にボルトンで最高の時を過ごしていると語ったようにボルトンでの生活は順調であり、その結果としてThe Bolton Newsによるファンへの世論調査でチームの最優秀新加入選手に選出され、10月7日には契約を2011年まで延長することに成功した。2009年4月11日にスタンフォード・ブリッジでのチェルシーFC戦で4年半ぶりにしてボルトン移籍後初得点を挙げた。
ガリー・メグソン監督の下ではレギュラーだったものの、オーウェン・コイル監督が新たに就任すると、ガリー・ケーヒルとザット・ナイトがCBのコンビに優先されたことで控えが定位置となっており、その後のミドルズブラFCから期限付き移籍のオファーをコイル監督がチームに残したかったために拒否され、全体を通して控えで2009-10シーズンを終えた。

#### リーズ・ユナイテッド
2010-11シーズンをボルトンで開幕を迎えるも、2010年9月18日のアストン・ヴィラFC戦でハムストリングを負傷する。10月29日にフットボールリーグ・チャンピオンシップのリーズ・ユナイテッドAFCへ1ヶ月の期限付きで貸し出され、14歳の放出されたチームへ17年ぶりに復帰することとなった。サイモン・グレイソン監督から「アンディは素晴らしいキャリアを過ごしており、素晴らしい経験を積んでいる。そんな彼を来月からメンバーとして迎えられる」と歓迎されたオブライエンは、背番号17を付けスカンソープ・ユナイテッドFC戦で初出場を飾って以降、定期的な出場機会を得る中で11月9日のハル・シティAFC戦では移籍後初得点を挙げた。監督に期待に沿うプレーを見せて順調だったため、オブライエン自身も「あと6, 7ヶ月経てば自由契約になるだろう」と将来的にリーズへの完全移籍への可能性を示唆し、11月24日には期限付き移籍が2011年1月4日まで延長された。
太腿を痛めたことで2試合を欠場した後、12月26日のレスター・シティFC戦で先発の形で復帰して良い守備を見せつつも、28日の古巣ポーツマス戦では2度もオウンゴールをする場面が見られたものの、グレイソン監督の評価は変動せずに完全移籍での獲得を望まれていた。また、同時期にはカーディフ・シティFCから関心を寄せられており、条件の良いオファーが提示されているが、それを拒否して2011年1月1日に1月4日からの2年半契約でリーズへ完全移籍をした。1月8日のFAカップでのアーセナルFC戦 (1-1) では、強豪相手に秀でたパフォーマンスを見せて引き分けに持ち込むことに貢献したが、19日の再試合で敗戦のみにとどまらず、足を負傷してベンチに退き、次のリーグ戦での古巣ポーツマス戦の欠場に繋がった。4月9日のミルウォールFC戦 (2-3) で移籍後2得点目を挙げた。
2011-12シーズン
2011-12シーズン前に腰を負傷したことで親善試合の殆どの試合を逃した後、古巣ニューカッスルとの親善試合で2ヶ月半ぶりの復帰を果たし、レスターとの親善試合にも出場して回復の兆しを見せた。しかし、背番号5を与えられ、2011年8月6日のサウサンプトンFCとの開幕戦 (1-3) にも先発で出場しているが、アダム・ララーナの切り返しについていけず失点に関与しており、10日のフットボールリーグカップでの古巣ブラッドフォード・シティ戦でも精彩を欠いたプレーを見せ、後半に観客の野次を受けながらベンチに退いた。そして、センターバック陣の再考をメディアに指摘されたように、次のミドルズブラFC戦で起用されることはなかった。
それから約3ヶ月後にトム・リーズ (en) の出場停止とダレン・オディーの負傷によって、11月6日のレスター・シティ戦でトップチームの試合に出場して無失点に貢献すると、11月中に浮上したウェストハム・ユナイテッドFCへの期限付き移籍の噂をグレイソン監督が一蹴したことでリーズでのキャリアが本格的に再起するかと思われたが、19日のバーンリーFC戦 (2-1) に出場することはなく、試合後後にグレイソン監督は「前日に私の所へ来て、もうリーズでプレーしたくないと話した。残念だが私が監督をしている限り、彼がここでプレーすることはないだろう」と理由を明かした。この突如として不可解な行動から波紋を呼んでいたところ、2月1日にリーズ側が調査の結果、オブライエンが開幕時からうつ病を患い治療を受けていたことが判明したことを発表。「調査の結果として我々に想像出来ないことが彼に起こり、正しい判断を下せない状況にあることが分かった。我々は彼に2回目のチャンスを与え、彼の力になれるように出来る限りのことを支援したい」と声明を出し、さらに、ファンに対しても復帰を支援してほしいとした。奇しくもグレイソン監督が解任され、ニール・レッドファーン (en) 暫定監督が就任後の2月3日から練習に復帰を果たし、2月14日のコヴェントリー・シティFC戦に後半から出場した。
シーズン終了後の5月2日にニール・ワーノック監督から構想外であることを告げられると、4日には使用していた背番号5が新加入のジェイソン・ピアースに早速与えられたように退団は避けられない事態となり、8月1日に国外への移籍を求めて双方合意で契約解除をした。

#### バンクーバー・ホワイトキャップス
2012年8月1日にメジャーリーグサッカーのバンクーバー・ホワイトキャップスに自由契約で移籍し、8日のレアル・ソルトレイク戦で初出場を飾って以来、33歳の年齢でマルティン・ボンジュール (en) からレギュラーを奪取してジェイ・デメリットとコンビを組んでおり、足の負傷で一時離脱がありながら復帰後も変わらずに良いパフォーマンスを見せ、最終的にボンジュールを退団に追いやった。2013年シーズンは、開幕戦で主将のデメリットがアキレス腱を断裂したため、以後は新加入のブラッド・ルシン (en)やジョニー・レベロン (en) とコンビを組んでいたが、6月8日のシアトル・サウンダーズFC戦でハムストリングを負傷し、8月24日のロサンゼルス・ギャラクシー戦まで離脱していた。次の2014年シーズンも再びデメリットと効果的なコンビを組んでいたものの、デメリットがフィラデルフィア・ユニオン戦でアキレス腱を断裂したためにレベロン、カーライル・ミッチェル (en) 、クリスティアン・ディーン (en) と様々なコンビを練習で試した末、次のモントリオール・インパクト戦ではレベロンとコンビを組んで出場をした。同試合を最後に股関節の痛みで2試合、監督の判断により5試合の合計7試合を欠場していたが、8月10日のスポーティング・カンザスシティ戦 (2-0) で復帰すると、次のチーヴァスUSA戦 (0-0) でも安定したパフォーマンスを見せて2試合連続の無失点に貢献した。

### 代表
年代別代表としてはイングランド代表でU-18、U-21に選出されていたにもかかわらず、父親がアイルランド出身のためにイギリスとアイルランドの市民権を得ており、途中でアイルランド代表に変更してU-21代表に招集された。
その後、ミック・マッカーシー監督の下で2001年の2002 FIFAワールドカップ・ヨーロッパ予選でのエストニア戦へ向け、負傷離脱したケニー・カニンガム (en) とギャリー・ブリーンの代役としてアイルランドA代表に初招集され、6月6日の同試合で後半から初出場を飾る。また、レギュラーは掴めておらず代表初出場から僅かにしか出場していなかったものの、クラブでの活躍から2002 FIFAワールドカップの登録メンバーに選出されている。2005年2月9日のポルトガル戦 (1-0) で初得点にして決勝点を挙げた。
2008年2月6日の親善試合でのブラジル戦へ向けたメンバーに選出されていたが、2月3日の練習に現れず、その後、オブライエンに突如として代表引退を告げられたとドン・ギヴンス監督によって発表された。そのため、2006年10月7日のキプロス戦 (2-5) が最後の試合となり、2001年の代表初出場から26試合0得点を記録した。

## 代表歴

### 出場大会
- アイルランド代表
  - 2002 FIFAワールドカップ

### 試合数
- 国際Aマッチ 26試合 1得点（2001年-2006年）[72]

| アイルランド代表 | 国際Aマッチ | 国際Aマッチ |
| 年               | 出場        | 得点        |
| ---------------- | ----------- | ----------- |
| 2001             | 3           | 0           |
| 2002             | 2           | 0           |
| 2003             | 3           | 0           |
| 2004             | 9           | 0           |
| 2005             | 5           | 1           |
| 2006             | 4           | 0           |
| 通算             | 26          | 1           |